# Helfrich Bernhard Hundeshagen
Helfrich Bernhard Hundeshagen (* 18. September 1784 in Hanau; † 9. Oktober 1858 in  Endenich) war ein deutscher Germanist, Bibliothekar und Kunst- und Architekturhistoriker.

## Herkunft
Seine Eltern waren der Gymnasialprofessor, Syndikus in Hanau, Geheime Regierungs- und Hofgerichtsrat Johann Balthasar Hundeshagen (1734–1800) und dessen Ehefrau Dorothea Charlotte Stein, eine Schwester des Professors der Medizin Georg Wilhelm Stein. Sein älterer Bruder war der Forstwissenschaftler Johann Christian Hundeshagen.

## Leben
Hundeshagen studierte 1802 bis 1803 zusammen mit Jacob Grimm in Marburg bei Friedrich Carl von Savigny Rechtswissenschaft. Sein Studium setzte er von 1804 bis 1806 in Göttingen fort. Nach dem Examen war er am Hofgericht in Hanau tätig. Nebenbei beschäftigte er sich mit der Kunstgeschichte, vor allem mit der Architektur der Antike und des Mittelalters. In Hanau setzte er sich vergeblich für den Erhalt der Stadttore der Stadtbefestigung ein und verfasste ein Werk über die aus dem 12. Jahrhundert stammende Pfalz Gelnhausen. Er war einer der ersten, der sich kunsthistorisch für die Architektur der Romanik interessierte, die damals noch unter der Bezeichnung neobyzantinisch lief.
1808 schickte er ein Manuskript über den Parthenon an Goethes Verleger Heinrich Meyer, vielleicht in der Hoffnung, Goethes Zustimmung zu seiner Arbeit zu bekommen. 1813 wurde er als Bibliothekar nach Wiesbaden an die Öffentliche Bibliothek berufen, wo er u. a. die Auflösung der Klosterbibliotheken beaufsichtigte. Hierbei gelang es ihm, den Oculus Memoriae wieder zu erwerben und der wissenschaftlichen Forschung zugänglich zu machen. Während seiner Tätigkeit in Wiesbaden kam es zu Kontakten mit Goethe und Carl Friedrich Zelter. Goethe besuchte Wiesbaden zur Kur 1814/15. Hundeshagen betätigte sich dort auch als Archäologe. Er begleitete die Freilegung der Thermen am Kochbrunnen beim weißen Löwen und berichtete Goethe, der großes Interesse daran zeigte, darüber brieflich im Januar 1816. In Wiesbaden lernte er auch den preußischen Hofrath Wilhelm Dorow kennen, der dort seit dem Spätherbst 1817 zur Kur weilte und in den folgenden Wochen in Wiesbadens Umgebung archäologische Untersuchungen durchführte. Hundeshagen zeichnete mehrere Fundstücke für die Publikation Dorows, die 1819 mit dem Titel: Opferstätte und Grabhügel der Germanen und Römer am Rhein erschien. Hundeshagen war auch in den nächsten Jahren bei weiteren wichtigen Ausgrabungen Dorows und deren Auswertung beteiligt, etwa im Kastell von Niederbieber bei Neuwied.

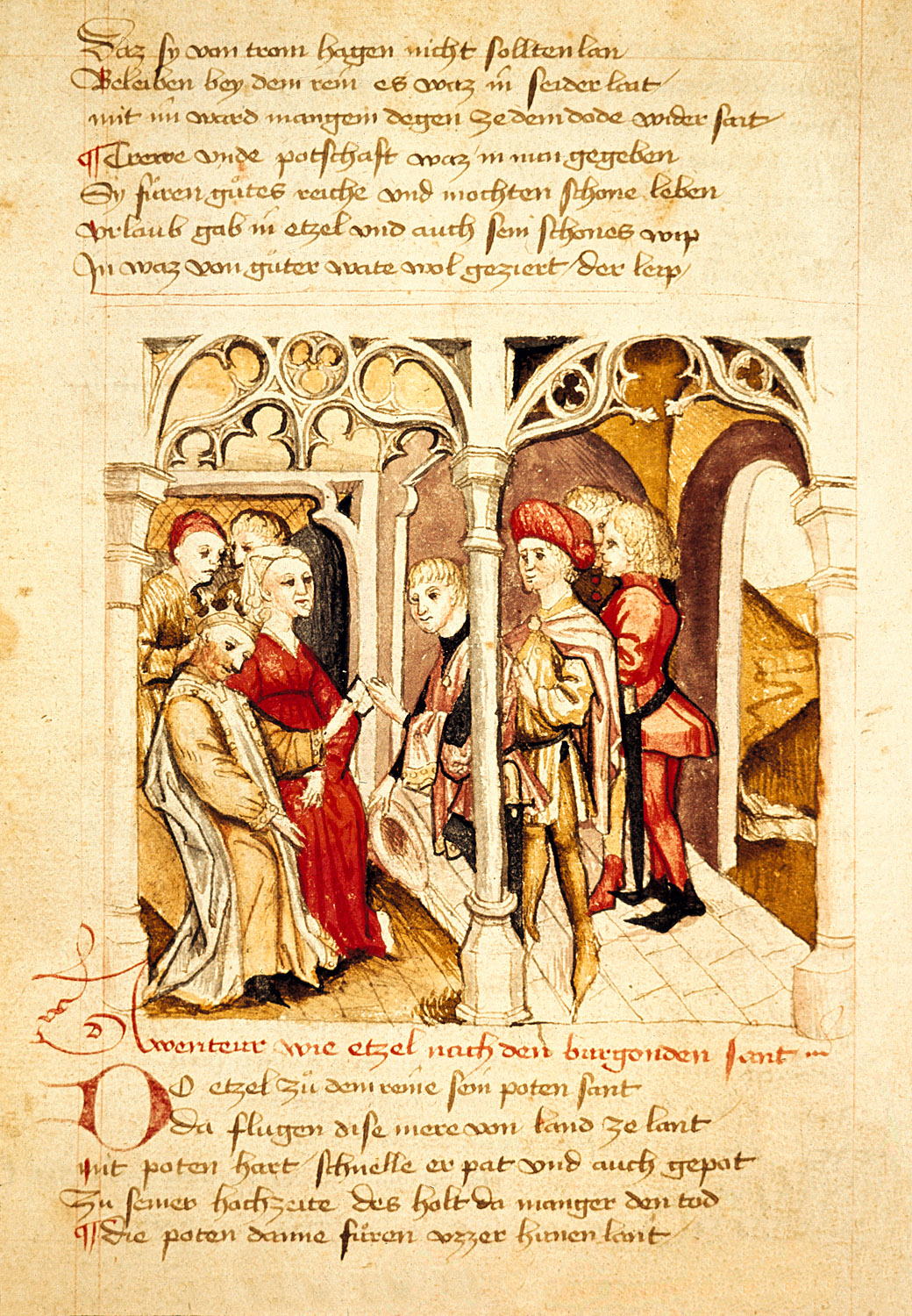
Hundeshagenscher Kodex: Etzel lässt die Burgunderkönige zu Gast laden.

Im Jahr 1820 erhielt er einen Ruf als Privatdozent für theoretische und praktische Baukunst an die neu eröffnete Universität Bonn. Hierüber gab er 1820 eine Übersicht der Encyclopedie des Bauwesens heraus. Aber schon im Folgejahr geriet in einen Konflikt mit den Universitätsbehörden, weshalb der Senat am 23. Dezember 1821 beschloss, seine Streichung zu beantragen. 1823 wurde er von der Universität entlassen. Dennoch blieb er bis zu seinem Tod in Bonn, wo er sich 1832 als Autor eines mit Kupferstichen nach seinen Zeichnungen illustrierten Werks über Die Stadt und Universität Bonn einen Namen machte. 1833 gab er ein Buch über den Badeort Godesberg bei Bonn heraus. Ein weiteres, 1834 entstandenes Werk über Die schönsten und reizendsten Ahrgegenden erschien nicht mehr, da sein Bonner Verleger Habicht bereits einen anderen Ahrführer im Druck hatte.
Heutzutage ist er in erster Linie für den Hundeshagenschen Codex bekannt. Im Jahre 1816 hatte er diese illustrierte Handschrift des Nibelungenliedes aus der 2. Hälfte des 15. Jahrhunderts erworben, die er dann in jahrelanger Arbeit akribisch restaurierte, heute befindet sie sich in der Staatsbibliothek zu Berlin.
Die letzten zwölf Jahre seines Lebens verbrachte er in der psychiatrischen Anstalt von Dr. Franz Richarz in Bonn-Endenich.

## Schriften
- Der alten gothischen Kapelle zu Frankenberg Grundriß, Aufriß und Durchschnitt. Nebst Gedanken über die sogenannte gothische Kirchenbaukunst. Frankfurt am Main (1808)
- Kaiser Friedrichs I. Barbarossa Palast in der Burg zu Gelnhausen. Eine Urkunde vom Adel der von Hohenstaufen und der Kunstbildung ihrer Zeit.
  - 1. Auflage: Mainz (1819) (Probeblatt 1810, Digitalisat bei Google-Books, Ausgabe von 1819)
  - 2. Auflage: T. Habicht: Bonn (1832).
- Einleitung und Uebersicht der Encyclopädie des Bauwesens. Auf Kosten des Verfassers mit Büschlerschen Schriften: Bonn (1820) Digitalisat
- Die Stadt und Universität Bonn am Rhein. Mit ihren Umgebungen in zwölf Ansichten dargestellt. Tobias Habicht: Bonn (1832) Digitalisat – Die Universitätsstadt Bonn und ihre Umgebungen. Eine übersichtliche Darstellung für Fremde und Einheimische. 2. Aufl. T. Habicht: Bonn (1851) Digitalisat
- Der Heilbrunnen und Badeort Godesberg bei Bonn am Rheine. Josef Ritzefeld: Köln (1833) Digitalisat